# Patrick Süskind
Patrick Süskind (Weidenkam Ambach, in de gemeente Münsing, 26 maart 1949) is een Duits schrijver en scenarioschrijver.

## Leven en werk
Süskind is de tweede zoon van schrijver en journalist Wilhelm Emanuel Süskind en een sportlerares. Zijn oudere broer Martin werd ook schrijver en journalist. Hij groeide op in Holzhausen, vlak bij zijn geboortedorp.
Van 1968 tot 1974 studeerde Patrick geschiedenis in München en Aix-en-Provence. In de jaren 80 werkte hij als scenarioschrijver, vaak in samenwerking met de Duitse regisseur en schrijver Helmut Dietl.
Zijn eenakter De Contrabas uit 1981 kende in vijf jaar meer dan 500 opvoeringen in Duitsland en had internationaal succes. In het Nederlandstalig taalgebied zette Bert André deze contrabassist overtuigend neer.
Zijn bekendste boek is Het parfum, een van de meest gelezen Duitse boeken en wereldwijd een bestseller. Het is in 49 talen vertaald en werd in 2006 verfilmd. Süskind mijdt de publiciteit zo veel mogelijk en schijnt afwisselend in München, Seeheim bij Münsing en in Montolieu in de Languedoc, Frankrijk te wonen. Vaak weigerde hij aanwezig te zijn bij de uitreiking van (literaire) prijzen voor zijn werk. In privékring wordt hij altijd Petzi genoemd, naar een van de beren uit de in het Duits vertaalde kinderboeken van het Deense echtpaar Vilhelm en Carla Hansen.

## Werken

### Boeken
- (1985). Het parfum : de geschiedenis van een moordenaar / vert. Ronald Jonkers. 69e dr. 2010. Prometheus, Amsterdam. 255 p. ISBN 978-90-446-1826-6. Oorspr. titel: Das Parfum : die Geschichte eines Mörders. Diogenes, Zürich. ISBN 3-257-01678-6. Roman. Verfilmd in 2006. Hoofdrol Ben Wishaw; regie: Tom Tykwer; prod.: Bernd Eichinger. Ook versch. op dvd en blu-ray (ca. 142 min.).
- (1987). De duif / vert. Ronald Jonkers. Ooievaar, Amsterdam, 1994. 104 p. ISBN 90-351-1472-8. Oorspr. titel.: Die Taube. Diogenes, Zürich. ISBN 3-257-01736-7. Novelle.
- (1991). Het verhaal van mijnheer Sommer / ill. Jean-Jacques Sempé; vert. Ronald Jonkers. 2e dr. 1992. Bakker, Amsterdam. 123 p. ISBN 90-351-1144-3. Oorspr. titel.: Die Geschichte von Herrn Sommer. Diogenes, Zürich. ISBN 3-257-01895-9. In 2005 versch. o.d.t. Das Geheimnis des Fahrradhändlers. ISBN 978-3-257-06473-5. Novelle.
- (1995). De erfenis van maître Mussard : drie geschiedenissen en een beschouwing / vert. Anneriek de Jong. Bakker, Amsterdam. 89 p. ISBN 90-351-1649-6. 2e dr. (2005) versch. o.d.t.: Drie verhalen en een beschouwing. Prometheus, Amsterdam. ISBN 90-446-0636-0. Oorspr. Titel: Drei Geschichten und eine Betrachtung. Diogenes, Zürich. ISBN 3-257-70008-3. Kort verhaal/essay.

### Scenario's
- (1980). Der ganz normale Wahnsinn. Tv-serie, 2 van de 12 afleveringen.[5]
- (1982). Monaco Franze. Tv-serie, 10 afleveringen.[6]
- (1986). Kir Royal. 4 van de 6 afleveringen.[7]
- (1997). Rossini – oder die mörderische Frage, wer mit wem schlief.[8]
- (2005). Over liefde en dood / vert. Tinke Davids. Prometheus, Amsterdam. 103 p. ISBN 90-446-0728-6. Vert. van: Über Liebe und Tod. In: Vom Suchen und Finden der Liebe : vollständiges Drehbuch mit zahlreichen Fotos aus dem Film. Diogenes, Zürich. ISBN 3-257-23503-8.[9]

### Toneelstuk
- (1981). De contrabas / vert. Hans W. Bakx. 2e dr. 1992. Bakker, Amsterdam. 67 p. ISBN 90-351-1190-7. Oorspr. titel.: Der Kontrabaß. 1e Nederlandse uitg.: 1986.[10]